# Diplurodes euzone
Diplurodes euzone är en fjärilsart som beskrevs av Eugen Wehrli 1941. Diplurodes euzone ingår i släktet Diplurodes och familjen mätare. Inga underarter finns listade i Catalogue of Life.